# Диригент

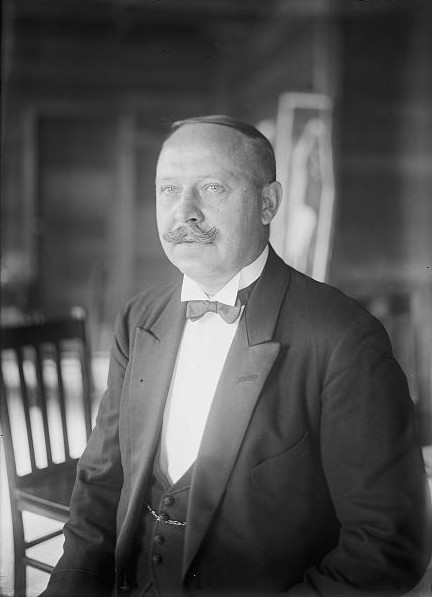
Олександр Антонович Кошиць, український хоровий диригент

Дириге́нт, (від лат. dirigio — направляю, керую) — людина, яка керує підготовкою твору до виконання (проводить репетиції) та керує виконанням твору (диригує) оркестром, хором, ансамблем, зокрема оперної чи балетної трупи і т. д. Крім ритму, диригент передає оркестру динамічні ефекти (посилення й ослаблення звуку), прискорення, уповільнення і зупинки руху, а також показує, коли якому інструменту вступати. Він забезпечує ансамблю стрункість і технічну довершеність виконання. Його завданням є відтворити за допомогою керованого ним колективу виконавців свої художні наміри, своє розуміння твору (інтерпретацію).
При диригуванні оркестром диригенти використовують, як правило, спеціальну диригентську паличку.

## Історія
Як самостійний вид музичного виконавства диригування склалося в першій половині XIX століття, однак ще на єгипетських і ассирійських барельєфах зустрічаються зображення людини з жезлом в руці, який керує групою музикантів. У давньогрецькому театрі корифей керував хором, відбиваючи ритм ногою, взутою в сандалію із залізною підошвою. Разом з тим вже в Стародавній Греції була поширена практика управління хором за допомогою так званої хірономії (від грец. Χείρ — рука і грец. νόμος — закон, правило), яке перейшло потім і в практику церковного виконавства в середньовічній Європі; цей вид диригування припускав систему умовних рухів рук і пальців, за допомогою яких диригент вказував співочим темп, метр, ритм, відтворював контури мелодії — її рух вгору або вниз і т. д.
Спочатку керував оркестром один з музикантів (зазвичай композитор). Він направляв музикантів як своєю грою, так і спеціальними рухами рук. З появою великих оркестрів диригентів (з-поміж музикантів) було потрібно кілька, їхня кількість могло доходити до п'яти. Один керував хором, інший - струнною групою.
У XIX столітті розвиток симфонічної музики й ускладнення складу оркестру зумовили звільнення диригента від виконавської діяльності та його повного зосередження на процесі диригування. Так народилися диригенти як окрема професія - вони остаточно відокремилися від оркестрів, зайнялися виключно диригуванням, встали на спеціальні піднесення і, що було особливо незвично, повернулися спиною до публіки. Заведено вважати, що сучасну манеру диригування, коли диригент повернутий обличчям до оркестру і спиною до публіки, закріпив Р. Вагнер.
У 2020 році у Дніпрі в рамках проєкту Відчуй Дніпро встановили мініскульптуру "Диригент Гурген Карапетян" у вигляді двох рук та диригентської палички.